# Рипли (Мисисипи)
Рипли (енгл. Ripley) град је у америчкој савезној држави Мисисипи.

## Демографија
По попису из 2010. године број становника је 5.395, што је 83 (-1,5%) становника мање него 2000. године.
| Група             | 2000.         | 2010.         |
| Белци             | 4.058 (74,1%) | 3.442 (63,8%) |
| Афроамериканци    | 1.090 (19,9%) | 1.236 (22,9%) |
| Азијати           | 11 (0,2%)     | 9 (0,2%)      |
| Хиспаноамериканци | 269 (4,9%)    | 621 (11,5%)   |
| Укупно            | 5.478         | 5.395         |